# Kapitał obcy
Kapitał obcy cechuje się tym, że jest oddany do dyspozycji przedsiębiorstwa na czas określony, po terminie umowy musi być zwrócony. W przypadku, gdy jest to kapitał obcy oprocentowany (np. kredyt, pożyczka, obligacja), korzystanie z niego związane jest z określonym kosztem – w postaci odsetek. Dawcy kapitału obcego z reguły mają wpływ na jego wykorzystanie, natomiast nie mają prawa podejmowania decyzji dotyczących całokształtu funkcjonowania przedsiębiorstwa. Do czasu zwrotu kapitał obcy stanowi zobowiązania.
Wśród zobowiązań można wymienić:
- kredyty bankowe – równowartość pozyskanych z banku środków pieniężnych,
- zobowiązania wobec dostawców materiałów, towarów lub usług,
- zobowiązania z tytułu zaciągniętych pożyczek od różnych osób prawnych (nie wliczając banków) lub fizycznych,
- zobowiązania publicznoprawne, np. rozliczenia z budżetem państwa,
- zobowiązania wobec własnych pracowników i inne,
- zobowiązania związane z wyemitowanymi papierami dłużnymi (np. obligacjami czy papiery komercyjne przedsiębiorstw).

Kapitały obce, zgodnie z kryterium wymagalności (terminu zwrotu) dzielą się na:
- zobowiązania długoterminowe, do których wliczamy: długoterminowe pożyczki i obligacje, długoterminowe kredyty bankowe i inne zobowiązania długoterminowe o terminie spłaty powyżej 1 roku licząc od dnia bilansowego,
- zobowiązania krótkoterminowe, do których wliczamy: pożyczki, obligacje, kredyty bankowe i różne zobowiązania z tytułu dostaw, podatków i wynagrodzeń o terminie spłaty do 1 roku licząc od dnia bilansowego.